# Francolin de Shelley
Scleroptila shelleyi
Espèce
Statut de conservation UICN

 LC  : Préoccupation mineure
Le Francolin de Shelley (Scleroptila shelleyi) est une espèce d'oiseaux de la famille des Phasianidae.

## Distribution
Essentiellement dans le sud-est de l’Afrique, avec de nombreux îlots secondaires de présence en Tanzanie, Malawi, Ouganda, Zaïre et Kenya.

## Sous-espèces
La distinction des sous-espèces est compliquée, une dizaine de formes ayant été décrites avec des combinaisons différentes selon les auteurs. Il semble bien qu’il s’agisse d’un cline géographique ou même de formes se remplaçant les unes les autres une série elle-même clinale, résultant d’isolements géographiques (Hennache & Ottaviani 2011).
- F. s. shelleyi Ogilvie-Grant, 1890, forme nominale qui inclut F. s. uluensis Ogilvie-Grant 1892, F. s. macarthuri Someren 1938, F. s. canidorsalis Lawson 1963, F. s. trothae Clancey 1960et  F. s. sequestris Clancey 1960. Sud de l’Ouganda, sud-ouest du Kenya, Tanzanie, sud de la Zambie, sud du Malawi, Zimbabwe, Mozambique et Afrique du Sud, dans l’est de la Province du Sud, le Natal, le Swaziland et l’Etat Libre d’Orange.
- F. s. whytei Neumann, 1908 : sud-est du Zaïre, nord de la Zambie et du Malawi.

## Habitat
Le francolin de Shelley occupe prioritairement les zones ouvertes à riche tapis herbacé parsemé d’arbres comme le mopane Colosphermum mopane, les acacias ou les brachystegias, mais il fréquente aussi des aires plus rocailleuses, les prairies de collines et de montagnes, les franges côtières et les abords des cultures. On le rencontre du niveau de la mer, au Mozambique et au Natal, jusqu’à 3000 m d’altitude dans l’est de l’Afrique (Urban et al. 1986). Il est moins lié à la présence d’eau que d’autres espèces de francolins mais tolère difficilement les zones fortement brûlées ou rasées par le surpâturage (Madge & McGowan 2002).

## Alimentation
Son régime alimentaire est similaire à celui des autres francolins, mais le francolin de Shelley semble marquer une préférence pour les racines et les bulbes qu’il extrait en creusant la terre à coups de bec et en y laissant des trous coniques caractéristiques de trois à cinq centimètres de profondeur. Il complète son régime par des petits mollusques et des insectes dont des criquets, des termites (Hennache & Ottaviani 2011).

## Mœurs
Il se tient en couples ou en petits groupes. En cas de dérangement, il s’enfuit en courant, répugnant manifestement à s’envoler. S’il est levé une première fois, il s’envole sur une courte distance pour se poser et se figer dans les herbes d’où il sera presque impossible de le déloger. Il juche, en petits groupes, sur le sol où il émet également ses vocalises (Madge & McGowan 2002).

## Voix
Ce francolin chante de préférence au lever du jour et au crépuscule, parfois plus tard. Le cri de signalement consiste en une série de quatre notes, souvent répétée et entrecoupée de pauses, avec une interruption plus longue entre la deuxième et la troisième note. Il est transcrit par l’onomatopée : I’ll-drink-yer-beer ou par : klee-klee-kleer ou encore : ski-UK skiski-eu. Les pauses permettent au francolin crieur d’écouter les réponses de ses congénères. Un sifflement perçant est lancé par l’oiseau à l’envol (Urban et al. 1986).

## Nidification
Elle a lieu généralement en saison sèche, mais des observations ont été faites à différents mois de l’année selon la région. Le nid est une petite dépression grattée sur le sol, tapissée de tiges d’herbe et de feuilles, et bien dissimulée dans une touffe d’herbes ou dans des roches (Hennache & Ottaviani 2011).

## Statut
L’espèce n’est pas considérée comme menacée par BirdLife International (2010) mais elle reste relativement peu répandue à travers son aire, n’étant commune que localement. Son habitat a régressé du fait du surpâturage et des brûlis (Madge & McGowan 2002).